# Vasoline
Vasoline è un singolo del gruppo musicale statunitense Stone Temple Pilots, pubblicato nel 1994 come secondo estratto dal secondo album in studio Purple.
Il brano è stato composto da Robert DeLeo, Dean DeLeo ed Eric Kretz, con testo scritto da Scott Weiland.

## Video musicale
Il video è stato diretto da Kevin Kerslake.

## Tracce
- CD

1. Vasoline - 2:56
2. Meatplow - 3:39
3. Andy Warhol (David Bowie cover) (Live MTV Unplugged) - 3:09
4. Crackerman (Live MTV Unplugged) - 4:03

## Formazione
- Scott Weiland – voce
- Dean DeLeo – chitarra
- Robert DeLeo – basso
- Eric Kretz – batteria

## Classifiche
| Classifica (1994)             | Posizione massima |
| ----------------------------- | ----------------- |
| Australia                     | 24                |
| Canada                        | 21                |
| Nuova Zelanda                 | 28                |
| Regno Unito                   | 48                |
| Stati Uniti (alternative)     | 2                 |
| Stati Uniti (mainstream rock) | 1                 |